# Alexander Baillie (Musiker)
Alexander Baillie (* 6. Januar 1956 in Großbritannien) ist ein britischer Cellist. 

## Biografie
Baillie begann in seinem 12. Lebensjahr mit dem Cellospiel, wobei er sich von Jacqueline du Pré inspirieren ließ. Mit 16 Jahren begann er das Studium am Royal College of Music in London mit Unterricht bei Joan Dickson und Anna Shuttleworth. Später setzte er sein Studium mit einem Auslandsstipendium bei André Navarra in Wien fort und nahm Stunden bei Jacqueline du Pré. 
Baillie tritt regelmäßig mit renommierten Orchestern auf der ganzen Welt auf und ist Mitglied verschiedener Kammermusik-Ensembles. Er hat u. a. die Sieben Liebeslieder von Hans Werner Henze uraufgeführt und verschiedene CDs eingespielt, darunter die Sonaten für Cello und Klavier von Ludwig van Beethoven und die Cello Suites von Benjamin Britten. 
Er lebt in Bremen und ist seit 1994 Professor für Violoncello an der Hochschule für Künste Bremen. Er ist Honorary Doctor der University of Hertfordshire in Großbritannien und Gründer der „Gathering of the Clans“ Summer Cello School.